# Сосенка (приток Десны)
Со́сенка — река в России, протекает на новых территориях города Москвы, до 1 июля 2012 года — в Ленинском районе Московской области. Впадает в реку Десну в 24 км от её устья по левому берегу. Длина реки составляет 20 км, площадь водосборного бассейна — 107 км².

## Происхождение названия
Несомненна связь наименования с соснами. Особенности почв Теплостанской возвышенности, где протекает река, не предполагают обильный рост сосен, так что вероятно происхождение от наименования конкретного урочища, возможно, населённого пункта Сосенки. Иногда нижнее течение называют Цыганкой, перенося на него название крупного притока.

## Описание
Река имеет два истока. Левый исток — у деревни Мамыри, на Калужском шоссе. Правый исток начинается внутри МКАД, в Тёплом Стане, сейчас вблизи улицы Генерала Тюленева, ранее прослеживался в виде балки от района станции метро «Тёплый Стан». Этот водоток пересекает МКАД в широкой трубе (постоянное течение начинается за МКАД), затем на нём расположены три пруда в посёлке Мосрентген, затем он течёт в коллекторе до юго-востока посёлка, после чего река традиционно и именуется Сосенкой.
Населённые пункты на Сосенке: Мосрентген, Николо-Хованское, Зимёнки, Летово, Сосенки, Ямонтово, Воскресенское. Впадает в Десну напротив деревни Лаптево. Крупные притоки: Зимёнка, Цыганка, Малая Сосенка (Варварка).
Вдоль Сосенки пролегает туристический маршрут.

## Данные водного реестра
По данным государственного водного реестра России относится к Окскому бассейновому округу, водохозяйственный участок реки — Пахра от истока до устья, речной подбассейн реки — Бассейны притоков Оки до впадения реки Мокши. Речной бассейн реки — Ока.